# Thagria rima
Thagria rima är en insektsart som beskrevs av Nielson 1977. Thagria rima ingår i släktet Thagria och familjen dvärgstritar. Inga underarter finns listade i Catalogue of Life.